# Indigofera thomsonii
Indigofera thomsonii är en ärtväxtart som beskrevs av Baker f. Indigofera thomsonii ingår i släktet indigosläktet, och familjen ärtväxter. Inga underarter finns listade i Catalogue of Life.